# Віталіс Такавіра
Віталіс Такавіра (англ. Vitalis Takawira, нар. 24 вересня 1972, Хараре) — зімбабвійський футболіст, що грав на позиції нападника, зокрема за «Дайнамоз», а також за національну збірну Зімбабве.

## Клубна кар'єра
У дорослому футболі дебютував 1989 року виступами за команду «Дайнамоз», в якій провів шість сезонів. Протягом цього періоду чотири рази ставав чемпіоном Зімбабве. 
Протягом 1995–1996 років грав у Швейцарії за «Вінтертур», після чого перебрався до США, приєднавшись до «Канзас-Сіті Візардс». Згодом у 2000–2004 роках за «Мілвокі Ремпедж» і «Мілвокі Вейв Юнайтед».

## Виступи за збірну
1992 року дебютував в офіційних матчах у складі національної збірної Зімбабве.
Загалом протягом кар'єри в національній команді, яка тривала 8 років, провів у її формі 26 матчів, забивши 12 голів.

## Титули і досягнення
- Чемпіон Зімбабве (4):

«Дайнамоз»: 1989, 1991, 1994, 1995